# Сэнт Анж
«Сэнт Анж» (фр. Saint Ange) — французский фильм 2004 года режиссёра Паскаля Ложье. Первый художественный фильм Паскаля Ложье. В фильме снялись Виржини Ледуайен, Катриона Маккол, Лу Дуайон и Дорина Лазар.

## Сюжет
В 1958 году Анна Юрин получает работу хозяйки в Сэнт Анж, запущенном и удалённом приюте для сирот, расположенном во французских Альпах, владелицей которого является мадам Фронкар. Последняя партия детей была переведена в другой приют вскоре после загадочной смерти мальчика в ванной комнате, бросившей тень на репутацию приюта и угрожающей закрытием. Помимо Анны, в приюте остаются только двое: давно работающая поварихой Хеленка и повзрослевшая душевнобольная сирота Джудит, утверждающая, что в приюте имеются другие, невидимые дети.
Всё время своего пребывания Анна сталкивается со сверхъестественными явлениями. Однако Хеленка считает причиной её тревог галлюцинации, особенно после того как узнаёт, что Анна беременна в результате группового изнасилования, факт, который Анна вначале старалась скрыть. Анна узнаёт, что Джудит — одна из многих отправленных в Сэнт Анж в 1946 году сирот Второй мировой войны; из-за тяжёлых условий Джудит оказалась единственной выжившей.
Несмотря на такое объяснение, Анна подозревает, что дети в приюте были сознательно убиты и спрятаны. Анна завоёвывает доверие Джудит, подружившись с ней, и утешает её, когда Хеленка утопила принадлежащих Джудит котят. Джудит сообщает Анне, что дети обитают в помещении за зеркалом в ванной комнате, которое оказалось заброшенной спальней. Хеленка пытается помешать им проникнуть в помещение, но Джудит ударом по голове оглушает её. Обе женщины проникают в спальню и находят истлевшие игрушки и остатки пищи. Джудит понимает, что дети в самом деле умерли, и просит Анну прекратить поиски, но та настаивает и садится в лифт, ведущий в подвал. Анна оказывается в стерильном, похожем на больничное, помещении с чистыми белыми стенами и ярко горящим освещением. Там её окружают дети, встающие из мутных ванн. У Анны внезапно начинаются роды, принять которые ей помогают дети.
Спустя некоторое время Фронкар и её помощник ищут Анну в подвале, теперь ставшим тёмным, с мокрыми и облезлыми стенами, и находят её и новорождённого ребёнка мёртвыми на полу. Решив оставить их там, Фронкар с помощником направляются наверх, чтобы покинуть здание вместе с Хеленкой и Джудит; они предполагают, что у Анны случились галлюцинации на почве нервного срыва, так как она посчитала себя истинной виновницей гибели котят. Однако, прежде чем уйти, Джудит выбрасывает свои таблетки, как ей раньше советовала Анна, и заглядывает в бывшую спальню Анны. Там она видит Анну и ребёнка рядом с мёртвыми детьми, теперь уже как призраков Сэнт Анж.

## В ролях
- Виржини Ледуайен — Анна Юрин
- Лу Дуайон — Джудит
- Катриона Маккол[англ.] — Фронкар
- Дорина Лазар — Хеленка
- Виржини Дармон — Матильда
- Жером Суффле — Даниель
- Мари Генри — Мари
- Эрик Пра — работник социальной службы